# Ізраїльський новий шекель
Нови́й ше́кель (івр. שקל חדש — Sheqel Ḥadash, символ: ₪, літерний код: ILS) — офіційна валюта Держави Ізраїль. Використовується також на території частково визнаної Палестинської держави. Перебуває в обігу з 4 вересня 1985 року, після скасування старого шекеля. Один шекель поділяється на 100 агор (одн. — івр. אגורה, агора; мн. — івр. אגורות, агори). В обігу перебувають монети номіналом 10 агор а також ½, 1, 2, 5 і 10 шекелів та банкноти номіналом 20, 50, 100 і 200 шекелів. Центральний банк — Банк Ізраїлю.

## Символ шекеля
З 1980 по 1985 рік як символ шекеля використовувалася стилізована літера «ש» (Шин) — .
Символ теперішньої валюти ₪ являє собою монограму з двох літер івриту — ש (Шин) і ח (Хет), з яких починається повна назва ізраїльської національної валюти «новий шекель» (івр. שקל חדש‎). Ще один варіант утворений від тих же букв скорочення — ש"ח (вимовляється як «шах»). Офіційним літерним кодом валюти згідно з ISO 4217 є ILS. Одночасно з цими символами в Ізраїлі активно використовується абревіатура NIS (від англ. New Israeli Sheqel), що означає «новий ізраїльський шекель».

## Етимологія
Слово «Шекель» походить від однойменної стародавньої міри ваги, що використовувалася протягом тисяч років спершу в Межиріччі, а потім і на всьому Близькому Сході, в тому числі і євреями. Дорівнювала сучасним 11,4 грамам. Монета шекель карбувалася під час Юдейського повстання, а її імітація, відома як Герліцький шекель — як сувенір для німецьких паломників до репліки Єрусалимських святинь у м. Герліц. Елементи дизайну шекеля 1 ст. використовувався на монетах як старої ізраїльської ліри, так і нового шекеля.

## Історія
З моменту утворення Держави Ізраїль в 1948 році і до 1954 року в Ізраїлі не було центрального банку. Його функції виконував Англо-Палестинський Банк (тепер Банк Леумі) який випускав Палестинський фунт з прив'язкою до Британського Фунта стерлінгів. 1 травня 1951 року Англо-Палестинський банк змінив своє ім'я на Національний банк Ізраїлю.

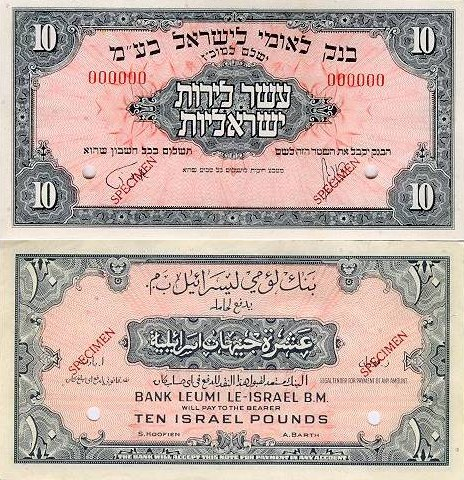
Банкнота 10 ізраїльських фунтів 1952 року. Аверс та реверс.

У 1952 році Національний банк Ізраїлю випустив банкноти, на яких слова івр. לירה ארץ ישראלית (ліра землі ізраїльської) були замінені на івр. לירה ישראלית (ізраїльська ліра) з дублюючої написом англійською мовою — Israel Pound (ізраїльський фунт), а назва 1/1000 фунта було замінено з «миль» (івр. מיל) на «прута» (івр. פרוטה), що можна перевести як «дрібниця, дрібна частина, пенс, ніщо». Ця серія була в обігу три роки. З 1 січня 1954 року була скасована прив'язка палестинського фунта й ізраїльського фунта до фунта стерлінгів.
1 грудня 1954 року було засновано Банк Ізраїлю, і однією з його обов'язків було введення в обіг місцевої валюти і поповнення фонду купюр. У 1955 році вийшла в обіг перша випущена ним грошова серія.
Через скасування прив'язки ізраїльського фунта до фунта стерлінгів його вартість різко покотилася вниз: з 0,357 фунта за 1 американський долар в 1949 році (коли палестинський фунт ще був прив'язаний до фунта стерлінгів) до постійного курсу в 1,8 фунта за 1 американський долар в 1954 році. Ті жителі Ізраїлю, які отримували пенсію або зарплату від уряду Британії, повинні були вибрати після закінчення мандата, в якій валюті будуть виконуватися платежі; ті, хто повірив в ізраїльську валюту, з подивом виявили, що, незважаючи на ті ж цифри, з 1954 року вони отримують набагато менше своїх товаришів, які вирішили продовжувати отримувати платежі в англійських фунтах.
Через падіння вартості ізраїльського фунта монети номіналом менше 10 прут (івр. פרוטות) практично вийшли з обігу. Тому 1 січня 1960 року замість прут були введені в обіг агори (івр. אגורות — гроші), прирівняні до 1/100 ізраїльського фунта. Назва для нової грошової одиниці придумала Академія івриту, на основі виразу «срібний гріш» (івр. אגורת כסף), що зустрічається в Старому Завіті, в Першій Книзі Царств, 2:36.
У 1964 році, внаслідок глибокої кризи ізраїльської економіки, було прийнято рішення зменшити вартість ізраїльського фунта і встановити обмінний курс в 3 фунти за американський долар. З кризи ізраїльська економіка змогла вибратися тільки в 1967 році, після закінчення Шестиденної війни.

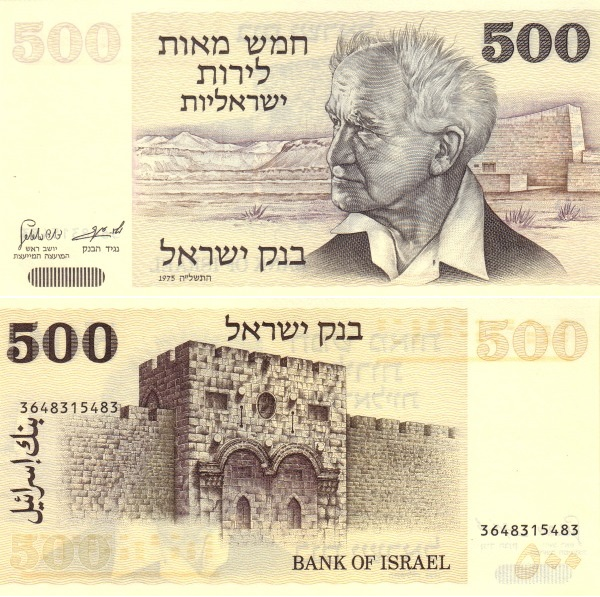
Банкнота 500 ізраїльських фунтів 1975 року. Аверс та реверс.

Протягом 1960-х років в ізраїльському суспільстві знову і знову розгорялися дискусії з приводу назви грошової одиниці. Обидві використовуванні назви: ліра і фунт — запозиченні слова. На противагу їм була запропонована назва — шекель. 4 червня 1969 на засіданні Кнесету був прийнятий закон, за яким назва ізраїльської валюти має бути «шекель». Однак практичної цінності цей закон не мав, тому що в ньому було записано, що перехід з фунта на шекелі буде проведений за указом міністра фінансів в момент, який здасться йому відповідним.
У листопаді 1977 року представник Банку Ізраїлю при уряді Арнон Гафні порадив ратифікувати закон від 1969, і випустити нову валюту, шекель. У травні 1978 року проєкт ратифікації затвердили прем'єр-міністр Ізраїлю Менахем Бегін і міністр фінансів Симха Ерліх. Проєкт заміни грошових знаків готувався в таємниці, і був оприлюднений лише 22 лютого 1980 року, коли почалася кампанія зміни грошових знаків. На день обміну вартість американського долара дорівнювала 40 ізраїльським фунтам, і тому один шекель був встановлений як рівний 10 фунтам.
Шекель був в обігу з 24 лютого 1980 до 31 грудня 1985. Як ліра (фунт) протягом всієї її історії (в 60-х та 70-х рр.) піддавалася девальвації відносно іноземних валют, так і її наступник шекель піддавався цій тенденції — у ще більших масштабах, внаслідок гіперінфляції на початку 1980-х років.
Після того як інфляція була зафіксована в межах передбачених в Плані економічної стабілізації 1985 року, 1 січня 1986 року була проведена деномінація у співвідношенні 1000 до 1: 1000 ізраїльських шекелів мінялися на 1 «Новий шекель», який існує по сьогодні.
Після економічної кризи 1980-х і введення Нових шекелів у 1986, Банк Ізраїлю і Уряд держави стали вести більш обережну і консервативну фіскальну і монетарну політику та поступово запроваджували різні ринкові економічні реформи. Крім того, підписання угод про вільну торгівлю допомогло економіці Ізраїлю стати більш конкурентоспроможною, а значні інвестиції в її промислові та наукові ресурси дозволили країні скористатися можливостями, пов'язаними з підйомом світової економіки знань, тим самим значно збільшуючи експорт та відкриваючи нові ринки для своєї продукції та послуг. Як наслідок, інфляція стала відносно низькою, відновився позитивний платіжний баланс та зростання ВВП. А валюта Ізраїлю, всупереч десятиліть девальвації, стабілізувалася і навіть зміцніла. В перше десятиліття 2000-х років новий шекель виріс відносно Долара США на понад 20 %.
З 1 січня 2003 року, Ізраїльський новий шекель увійшов в перелік вільноконвертованих валют світу з плаваючим валютним курсом.

## Монети
Новий шекель поділяється на 100 агор, які є, здебільшого, рахунковою одиницею, оскільки в обігу знаходяться тільки 10 агор та ½ (або 50 агор). Крім цього у вигляді монет карбують 1, 2, 5 та 10 шекелів. Монета номіналом 5 агор, випуск якої був припинений в 2006 році, остаточно виведена з обігу 1 січня 2008 року.
Всі монети — різні за розмірами, вагою та товщиною. Матеріалом для виготовлення монет є алюмінієва бронза, мідь, алюміній та нікель (у сплаві).
Аверси відрізняються на всіх монетах. Так, на 1 агорі було зображено давню галеру, а також напис «Ізраїль», на 5 агорах — герб Ізраїлю та напис, на 10 — також герб та напис «Ізраїль», а на ½ — інструмент ліра, що також присутня на гербі держави. На реверсі всіх монет зображено номінал та дату виготовлення.

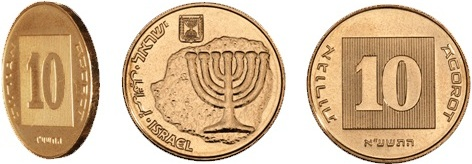
10 агор
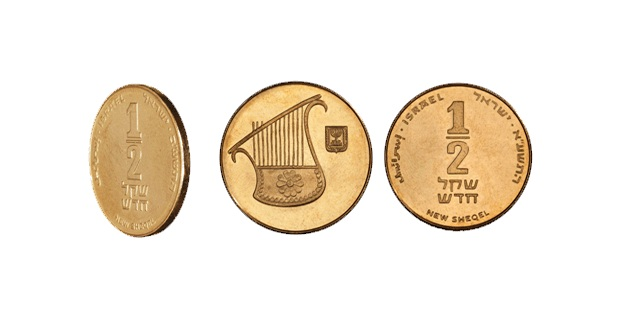
½ шекеля (50 агор)
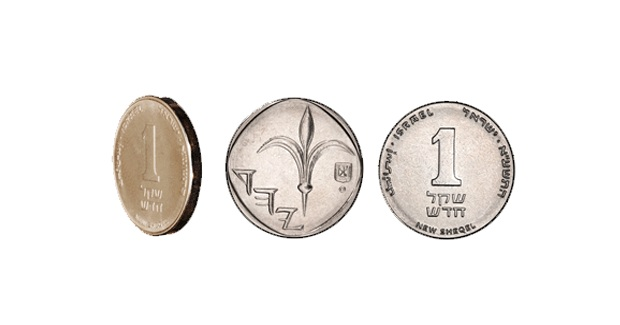
1 шекель
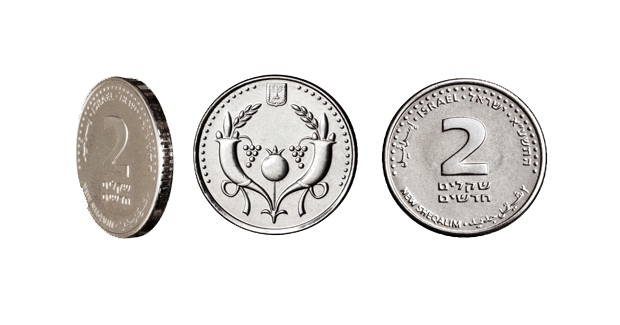
2 шекеля
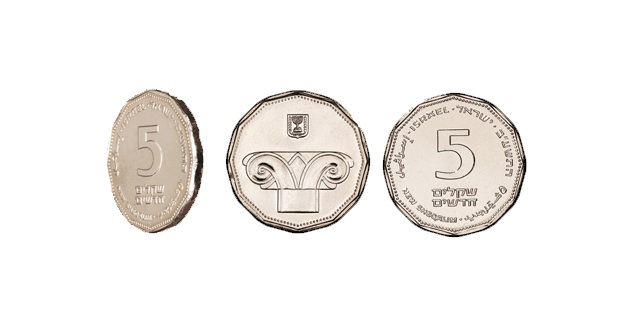
5 шекелів
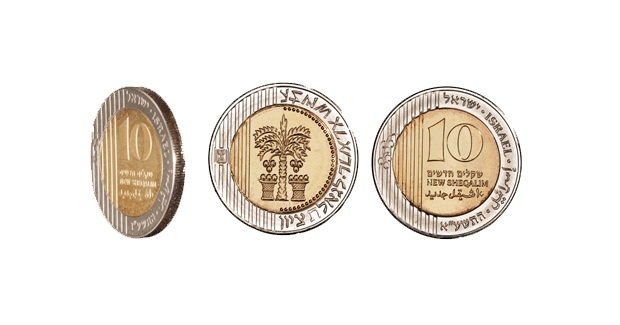
10 шекелів

## Банкноти
Починаючи з 1985 року, було випущено три серії банкнот Нового шекеля: A (1985—1999), B (1999-дотепер) і C (2014-дотепер). В серії A випускалися банкноти номіналом 1, 5, 10, 20, 50, 100 та 200 шекелів. В серії B був припинений випуск банкнотів номіналом 1, 5 та 10 шекелів (вони були замінені на монети). Банкоти серії A були виведені з обігу в 1995 (номінали 1, 5 та 10) і в 2000 (номінали 20, 50, 100 та 200) роках. Станом на 2017 рік, в обігу перебувають усі банкноти серії B а також з 2014 року вводяться банкноти нової серії C.

### Серія A (1985—1999)

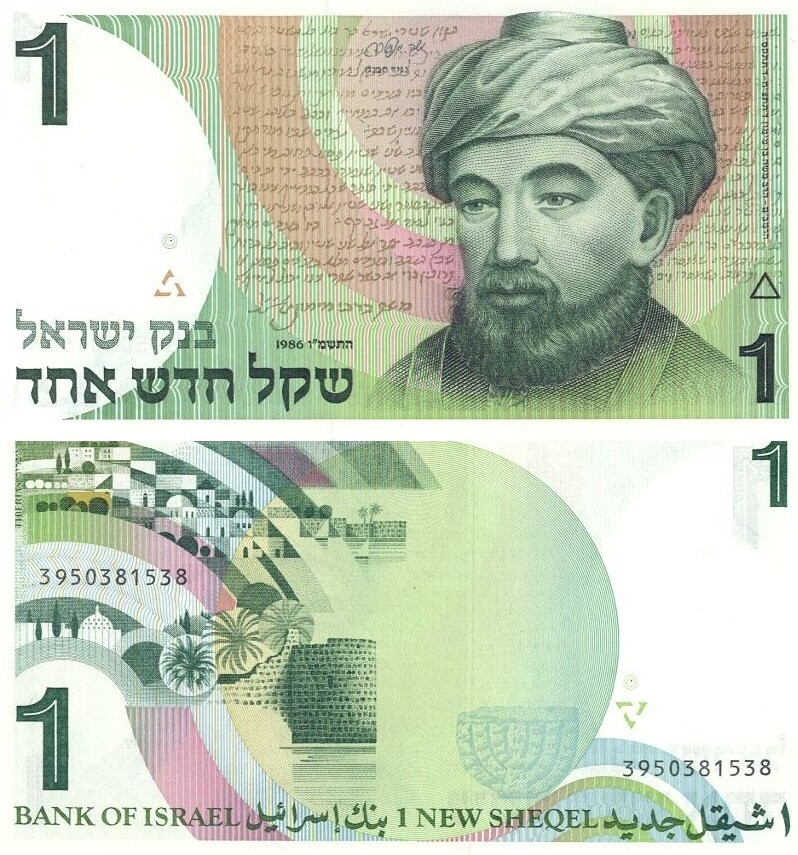
1 шекель (Маймонід)
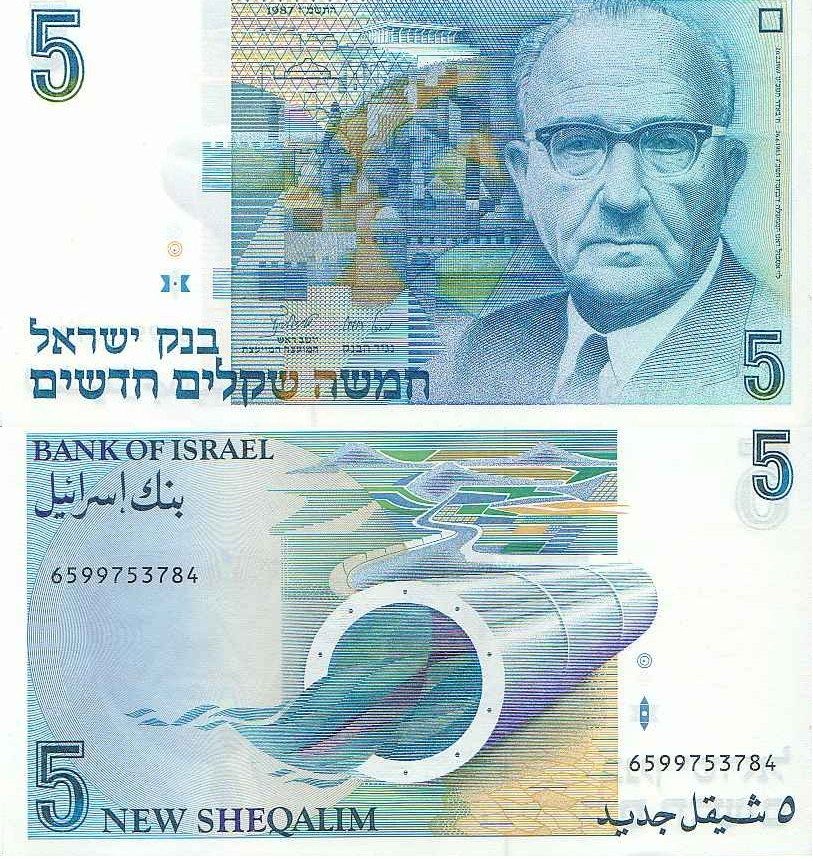
5 шекелів (Леві Ешкол)
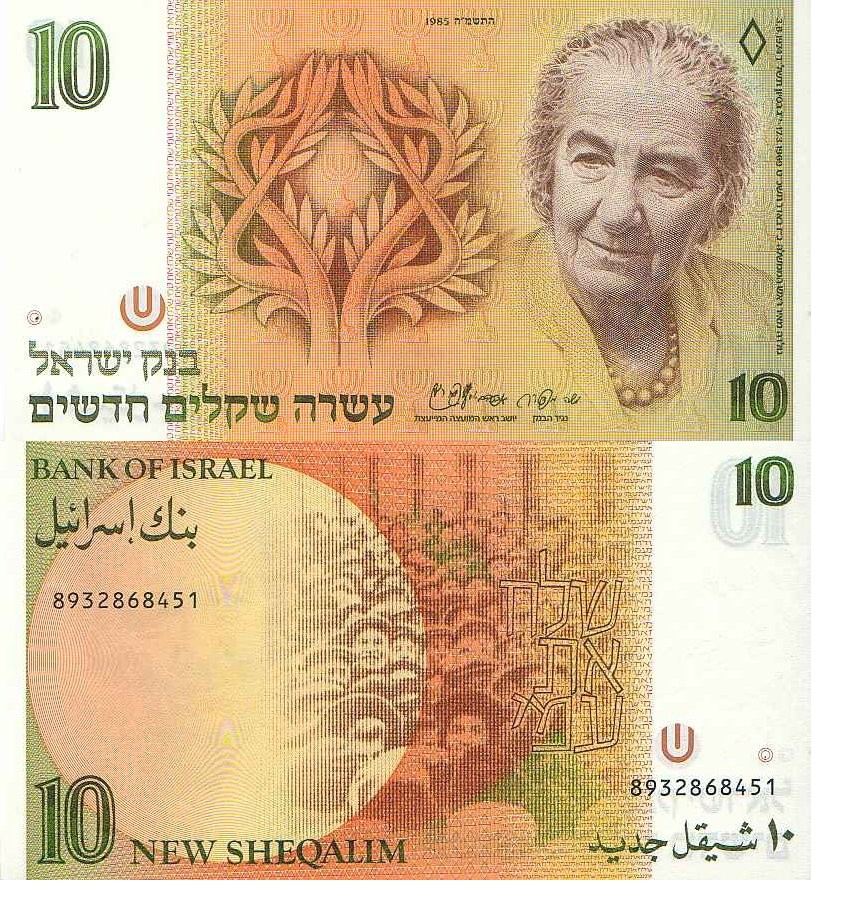
10 шекелів (Голда Меїр)
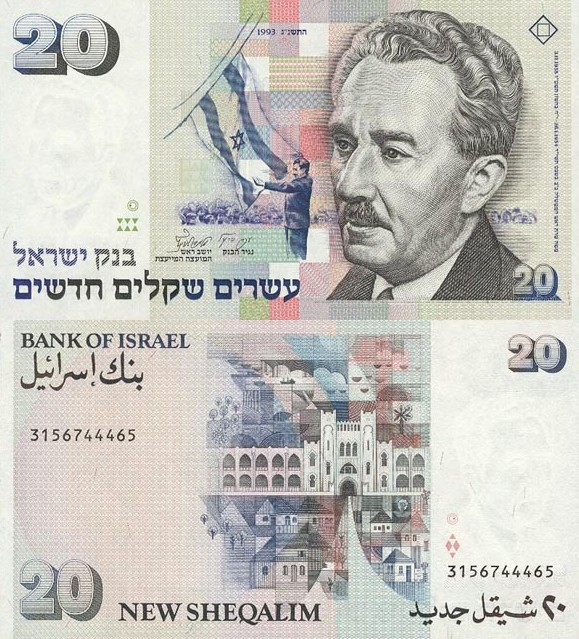
20 шекелів (Моше Шарет)
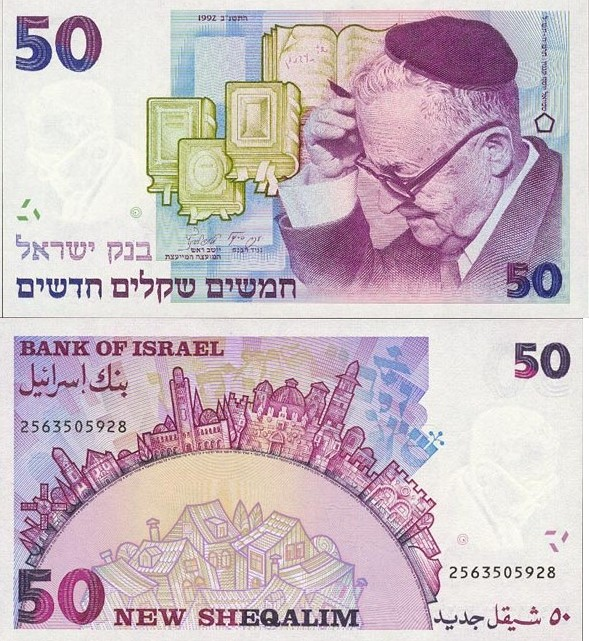
50 шекелів (Шмуель Йосеф Агнон)
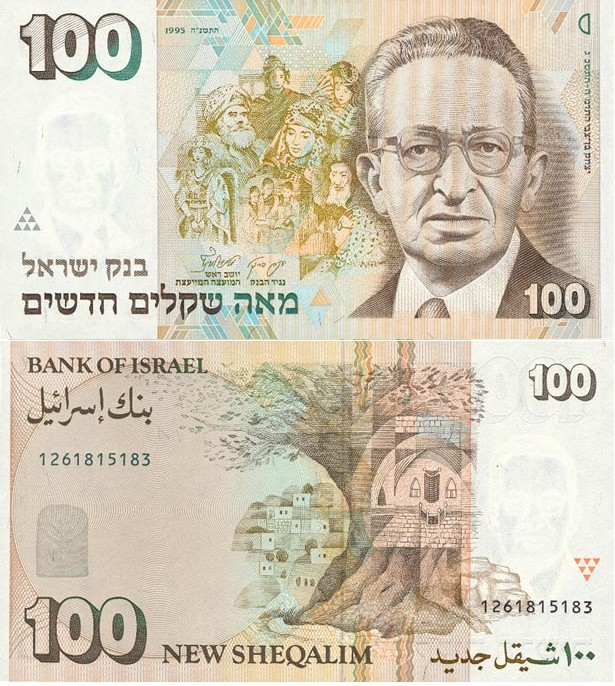
100 шекелів (Іцхак Бен-Цві)
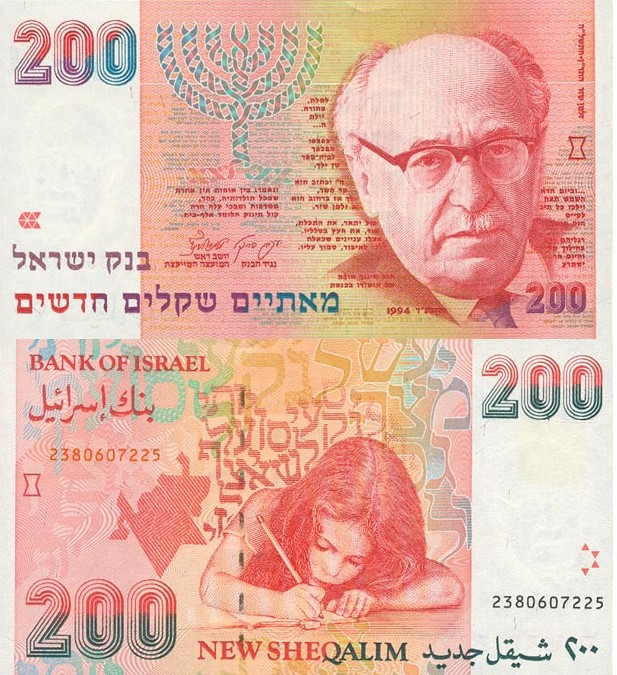
200 шекелів (Залман Шазар)

### Серія B (1999—2017)

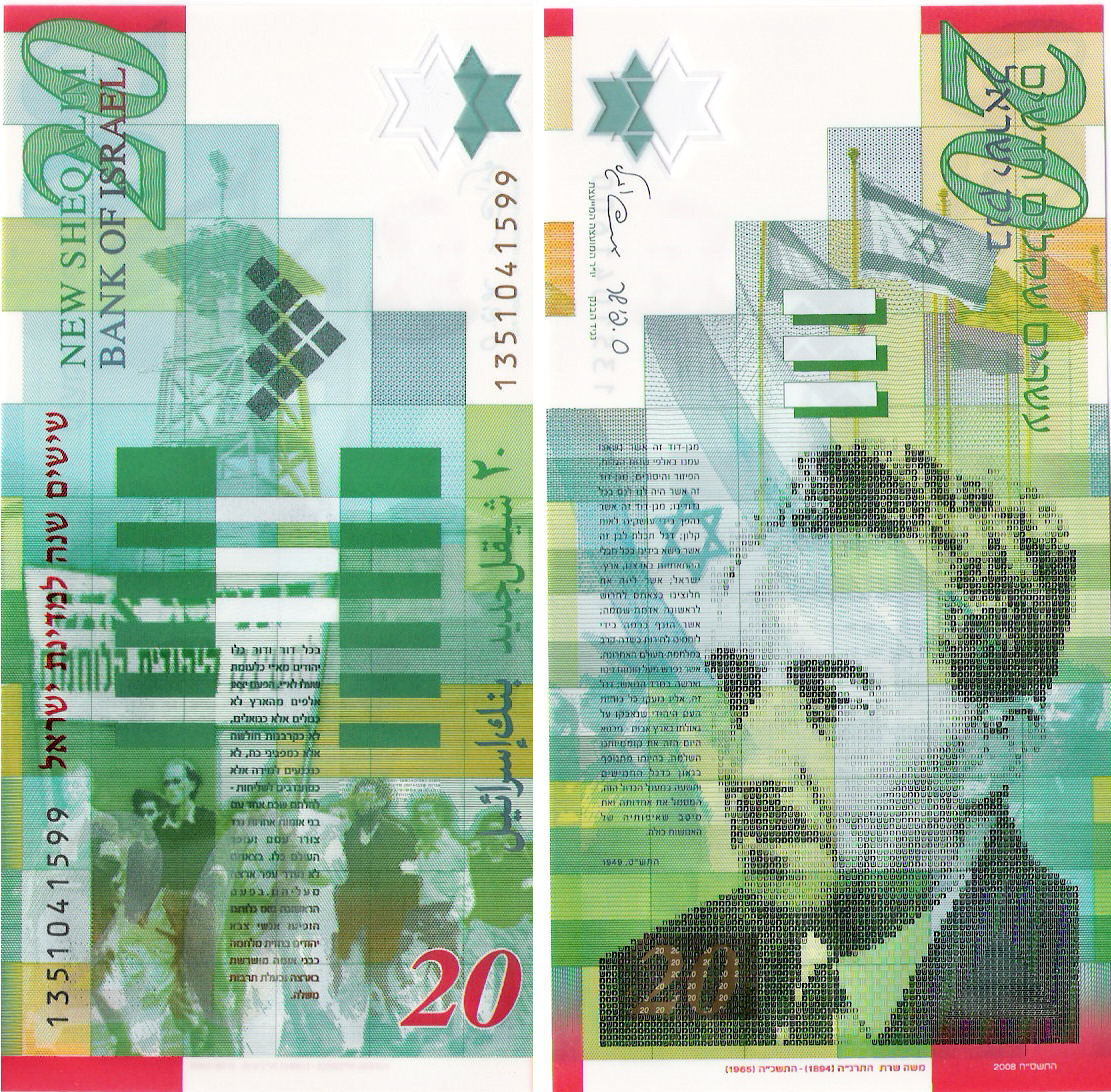
20 шекелів (Моше Шарет)
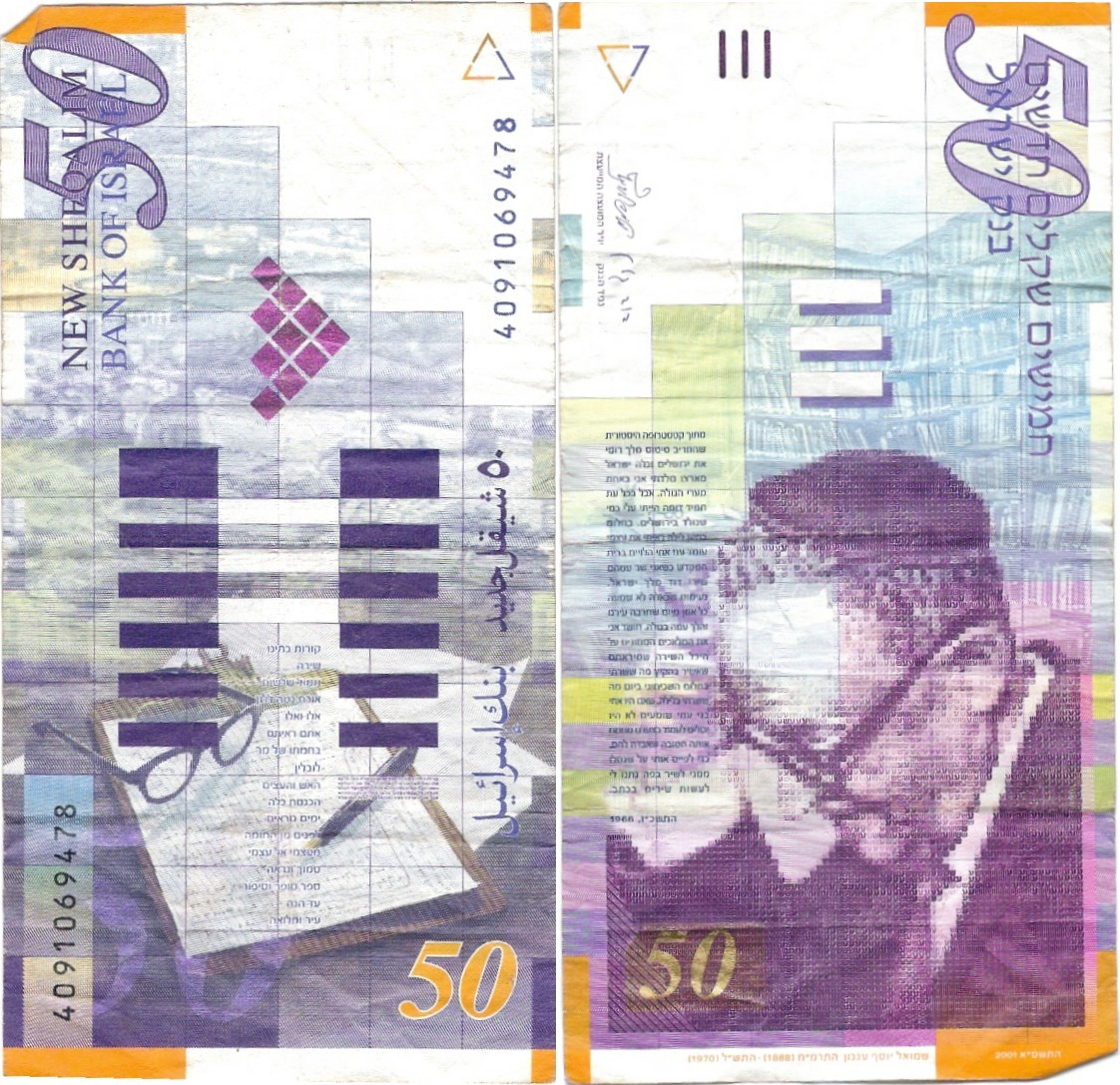
50 шекелів (Шмуель Йосеф Агнон)
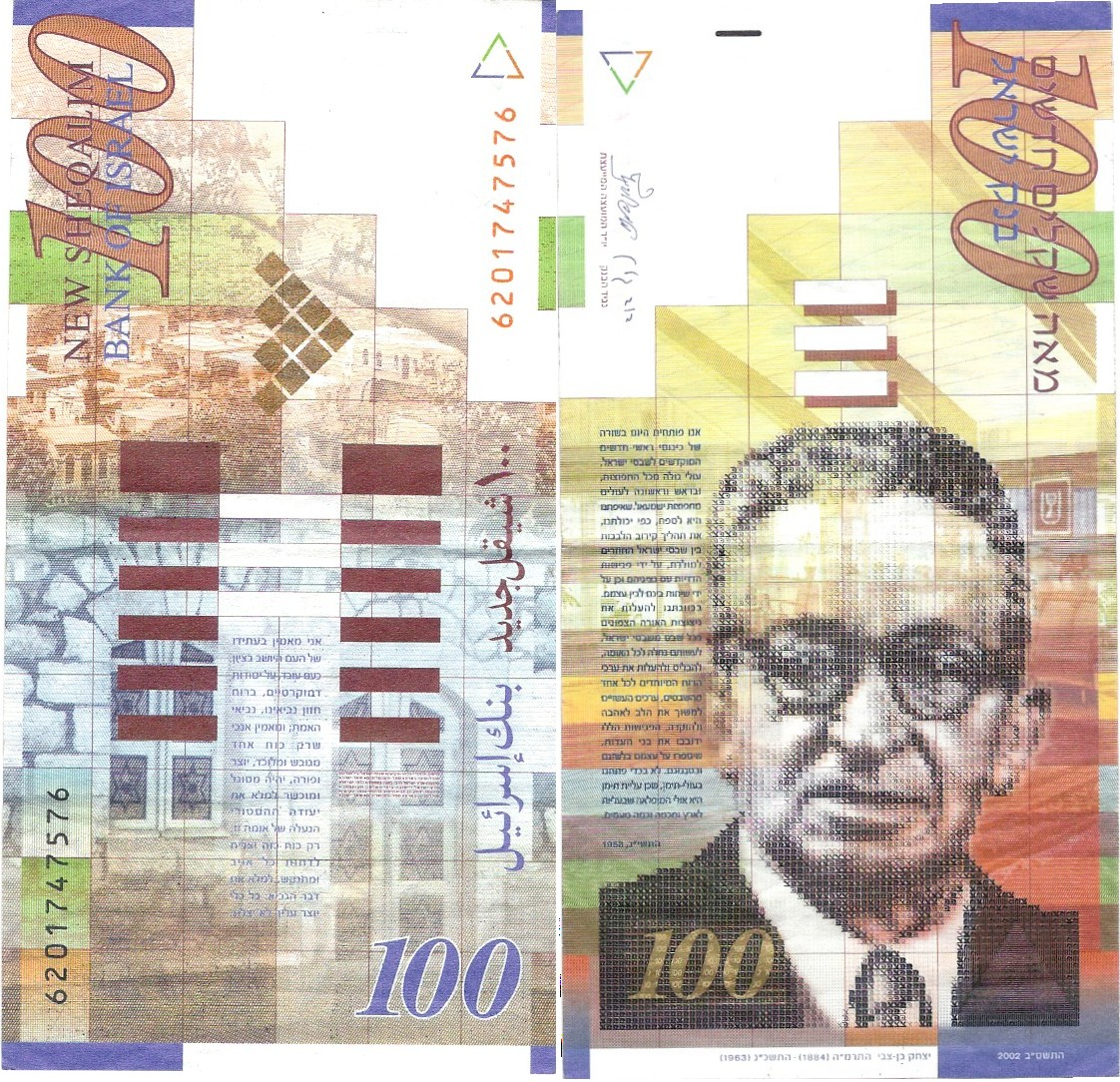
100 шекелів (Іцхак Бен-Цві)
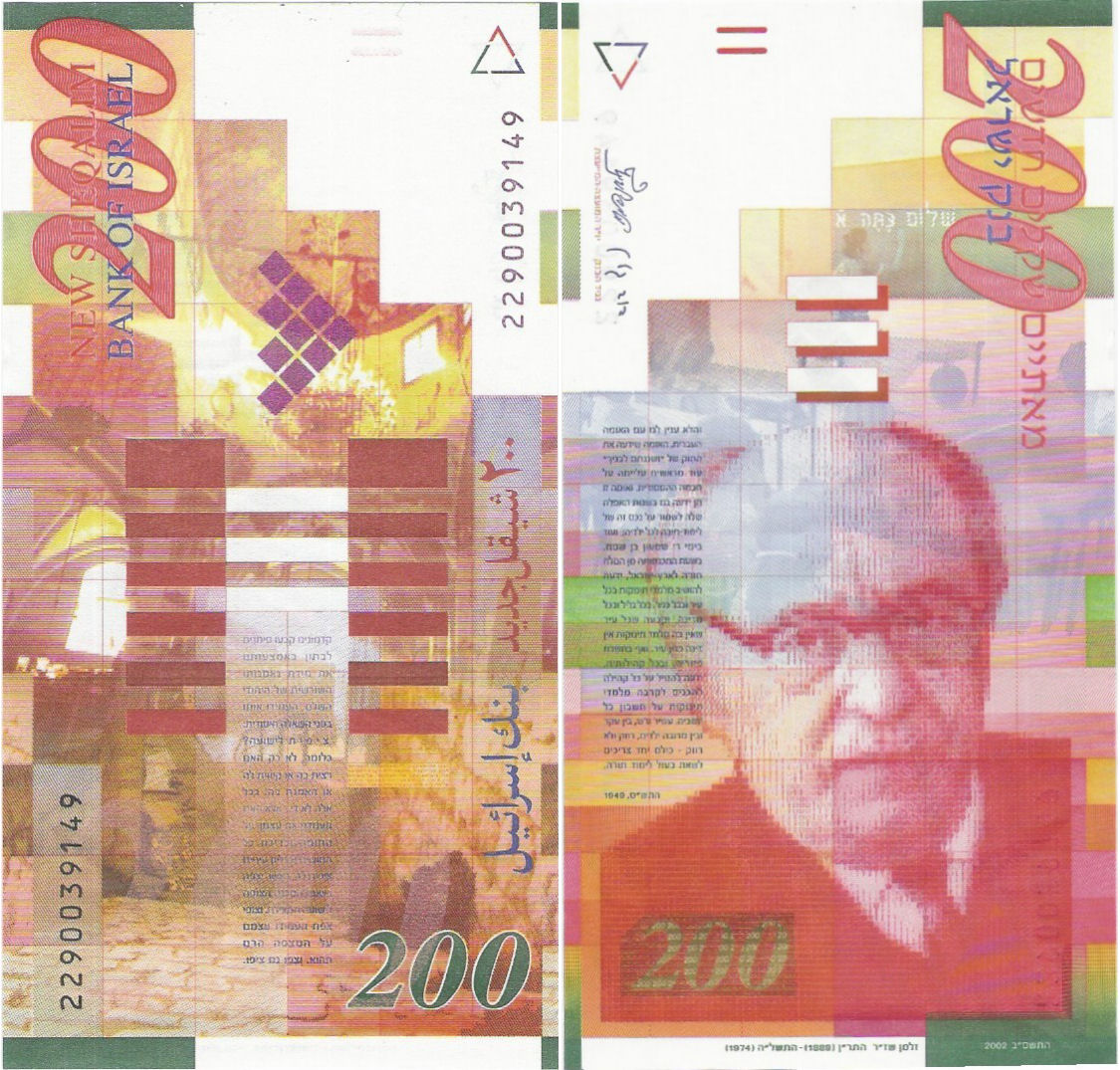
200 шекелів (Залман Шазар)

### Серія C (2014-дотепер)

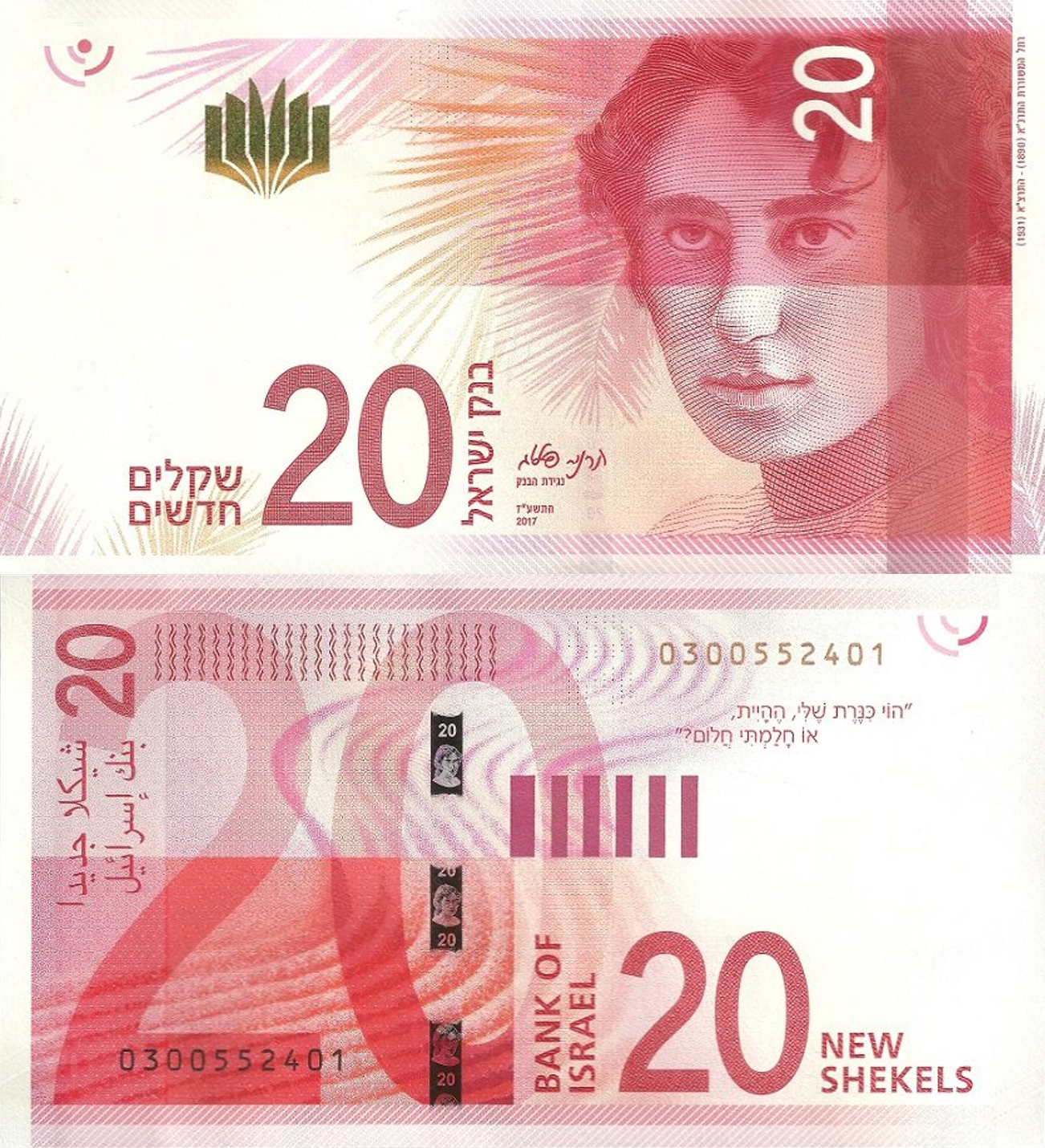
20 шекелів (Рахель Блувштейн)
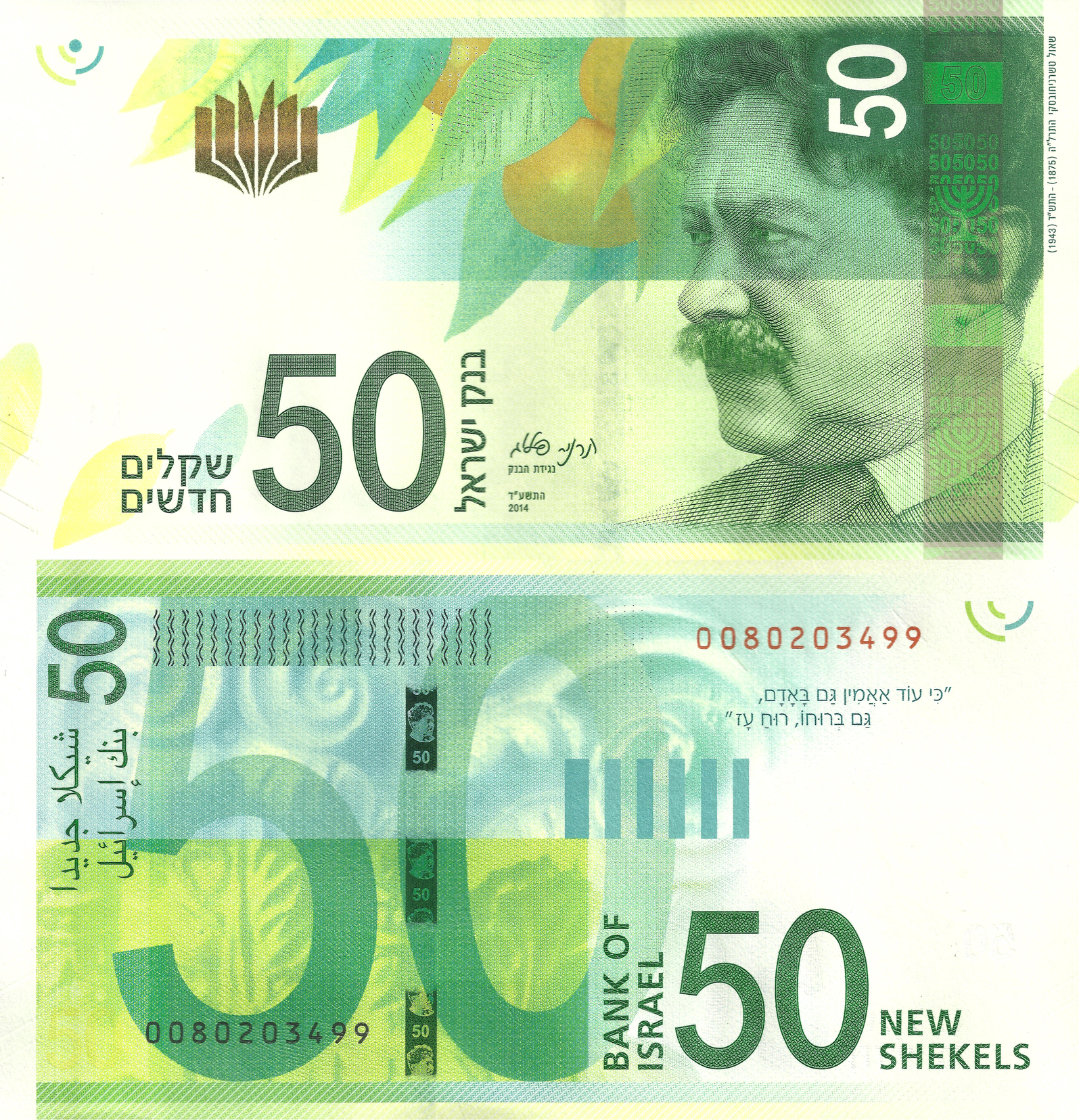
50 шекелів (Саул Черниховський)
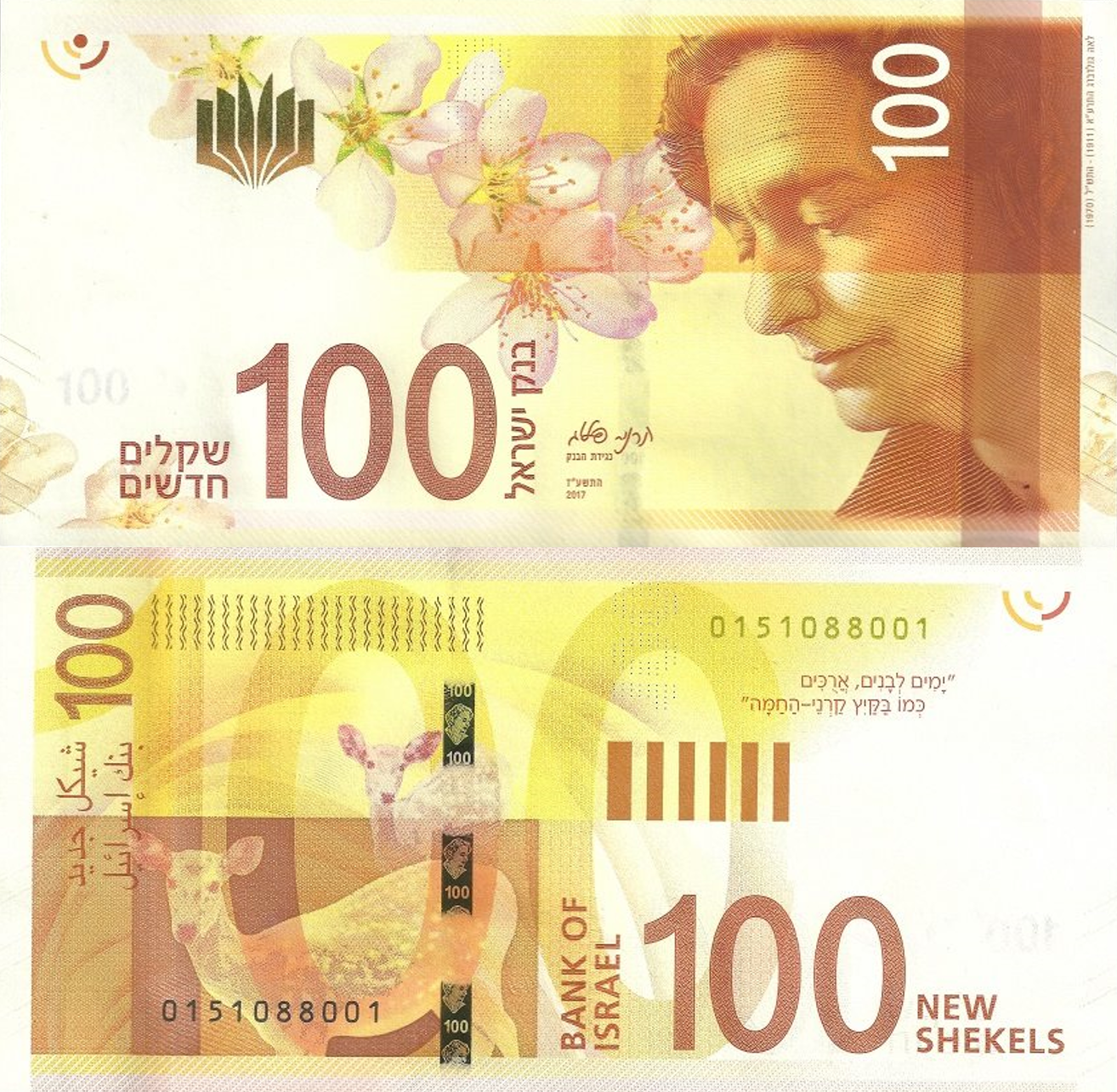
100 шекелів (Лія Голдберг)
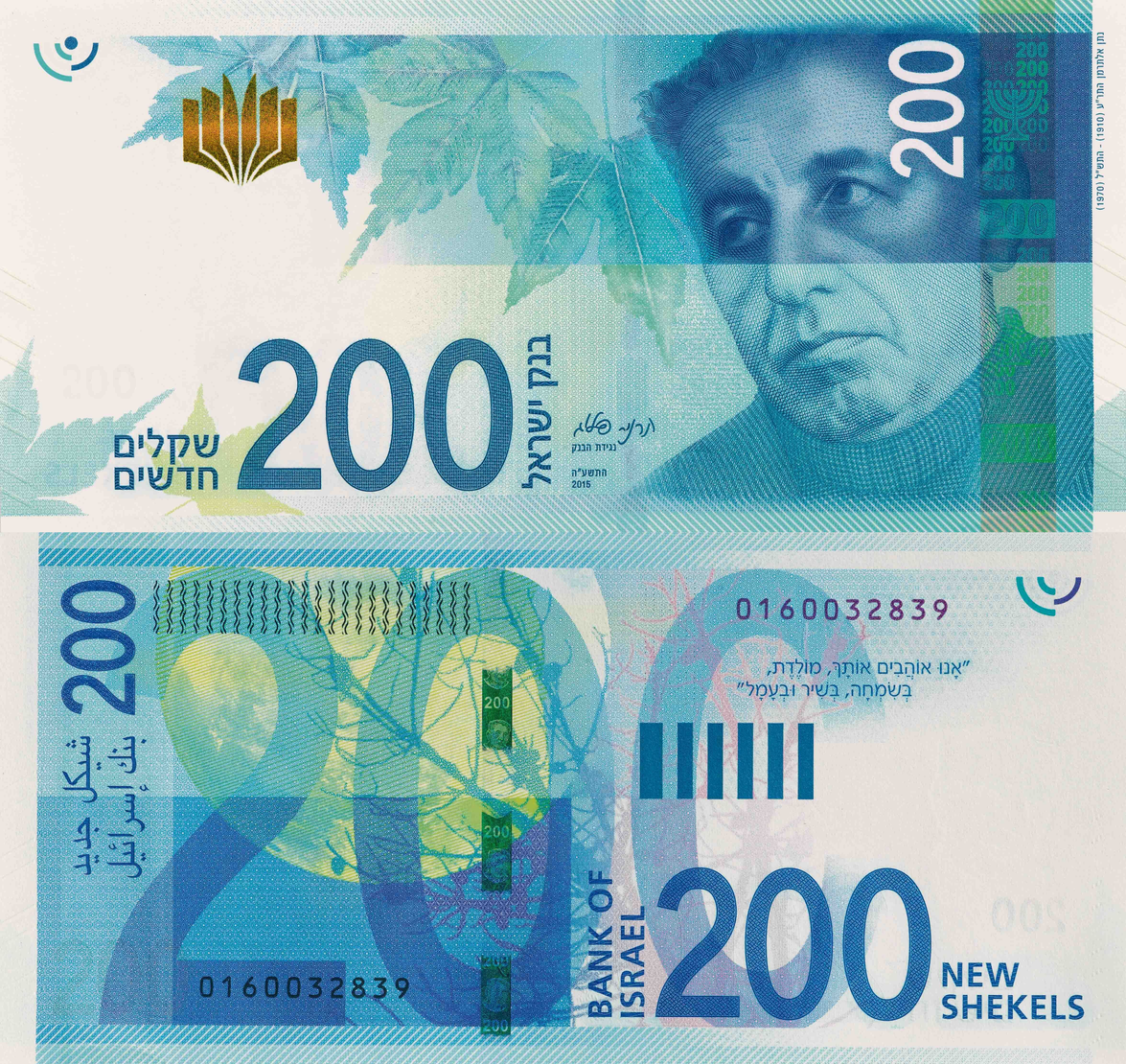
200 шекелів (Натан Альтерман)

## Валютний курс
Станом на 16 липня 2025, валютний курс ізраїльського нового шекеля (за даними НБУ, ЄЦБ та МВФ) становить 12,54 гривень за 1 шекель, 3,892 шекелів за 1 євро та 3,355 шекелів за 1 долар США.

Графік валютного курсу відносно Євро з 2011 року (шекелів за 1 євро)

## Цікавий факт
- П'ять з семи ізраїльських діячів, портрети яких зображені на банкнотах Нового шекеля серії A, є народженими на території сучасної України. У серії B таких відповідно є 3 з 4, в серії C 1 з 4. Крім того, першим головою Банку Ізраїлю був ізраїльський економіст Давид Горовіц, також народжений в Україні.